# Hidetsugu Yagi

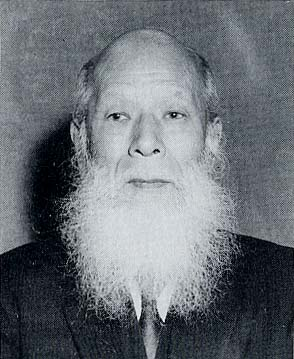
Hidetsugu Yagi

Hidetsugu Yagi (Japans: 八木 秀次; Osaka, 28 januari 1886 – Tokio, 19 januari 1976) was een Japans professor aan de Universiteit van Tohoku te Sendai, Japan. Hij studeerde af aan de Keizerlijke Universiteit van Tohoku in 1909, ging daarna naar Duitsland, waar hij onder leiding van Heinrich Barkhausen onderzoek deed aan resonante transformatoren voor gebruik in draadloze systemen. 
Yagi studeerde daarna nog in het Verenigd Koninkrijk en bracht enige tijd door aan de Harvard-universiteit in de Verenigde Staten.
In 1919 begon Yagi onderwijs te geven en onderzoek te doen aan de Universiteit van Tohoku. Hij zette een onderzoeksprogramma op in radio-elektronica.
Zijn naam is verbonden aan de Yagi-antenne, die hij in 1926 samen met een van zijn studenten Shintaro Uda uitvond.